# Diospyros simii
Diospyros simii är en tvåhjärtbladig växtart som först beskrevs av Carl Ernst Otto Kuntze, och fick sitt nu gällande namn av De Winter. Diospyros simii ingår i släktet Diospyros och familjen Ebenaceae. Inga underarter finns listade i Catalogue of Life.